# Charly Loubet
Charles „Charly“ Loubet (* 26. Januar 1946 in Grasse; † 30. Januar 2023) war ein französischer Fußballspieler.

## Vereinskarriere
Der flinke, gelegentlich am Spielgeschehen desinteressiert wirkende, dabei aber immer auf den Ball lauernde und dann oft unwiderstehlich davonziehende, beidfüßige Stürmer begann als Kind beim Gallia Club de Grasse und wechselte Ende 1957 in die Jugendschule der AS Cannes. Bereits mit sechzehneinhalb Jahren, in der Saison 1961/62, holte ihn der Hauptstadtklub Stade Français und setzte ihn gleich auch in einem Spiel der Division 1 ein; Charly Loubet heiratete als 20-Jähriger und wurde mit 21 zum Nationalspieler – „der Freund guter Weine und attraktiver Frauen … verlor keine Zeit, erwachsen zu werden“. Nach zwei Mittelfeldplätzen mit dem Hauptstadtclub wechselte er 1963 zurück an die Côte d’Azur, wo er in den kommenden sechs Spielzeiten für OGC Nizza antrat, und blieb auch dort, als der Klub 1964/65 für ein Jahr in der zweiten Liga spielte. Seine erfolgreichste Saison bei den Aiglons – „Jungadler“ ist eine gebräuchliche Bezeichnung für die Spieler des OGC – war 1967/68, in der Nizza Vizemeister wurde und er selbst zum ersten Mal unter den 15 besten Ligatorjägern auftauchte. Ein Jahr später allerdings stiegen die Aiglons erneut ab und Loubet wechselte zum Nachbarn Olympique Marseille.
In einer Mannschaft, die in Defensive (Jean Djorkaeff, Novi) und Angriff (Skoblar, Yegba Maya, Magnusson, Couécou, Bonnel) gleichermaßen stark besetzt war und deren Trainer Mario Zatelli eine sehr offensive Taktik bevorzugte, wurde er dort gleich 1969/70 Ligazweiter und gewann ein Jahr darauf mit Olympique sogar den Meistertitel. Er erzielte selbst zahlreiche Treffer: 1970 (mit 17 Erfolgen) 7. Rang in der Torjägerliste, 1971 12. mit 14 Treffern. Im Meisterjahr 1971 verpasste Marseille zudem den Einzug ins Endspiel des Landespokals nur knapp, als OM sich erst im Elfmeterschießen dem späteren Pokalsieger Stade Rennais UC geschlagen geben musste – für Charly Loubet ein Déjà-vu, weil er 1965 (damals im Viertelfinale) gegen denselben Gegner schon einmal ausgeschieden war, der anschließend ebenfalls den Wettbewerb gewonnen hatte. In einem der frühen internationalen Höhepunkte Olympiques, dem 2:0 n. V. über Dukla Prag im Europapokal der Pokalsieger 1969/70, spielte der Angreifer die absolute Hauptrolle, als seine beiden Treffer dem Klub in die nächste Runde verhalfen. Auch dort, gegen Dinamo Zagreb, traf er ins gegnerische Tor; diesmal reichte das aber nicht für ein Weiterkommen.
Weil er sich mit Marseilles autokratischem Präsidenten Marcel Leclerc überworfen hatte, der ihn besonders häufig kritisierte und vom Trainer sogar gelegentlich dessen Auswechslung verlangte, kaufte sich Loubet trotz seiner dortigen Erfolge 1971 aus seinem Vierjahresvertrag heraus und kehrte zu OGC Nizza zurück. Auch dort überwand er, unter anderem an der Seite des Torjägers Hervé Revelli stürmend, gleichfalls regelmäßig die gegnerischen Torhüter. In den folgenden vier Jahren spielte er mit den Aiglons meist in der höchsten Tabellenregion und wurde 1973 nochmals Vizemeister, ehe es ihn 1975 zum Verein seiner Jugend, der AS Cannes, zurückzog, auch wenn er dort nur noch in der Division 2 zum Einsatz kam. Zwar spielte Cannes darin stets eine gute Rolle, aber als Tabellen-3., -4. oder -5. reichte es in der zweigeteilten Liga nie zum Aufstieg. 1981 hängte Charly Loubet seine Fußballstiefel an den Nagel und arbeitete anschließend in unterschiedlichen Funktionen bei der AS Cannes, Anfang der 1980er Jahre eine kurze Zeit lang auch als Trainer.
Der vom Landesverband als „ein Stern des Südens“ gewürdigte Charly Loubet starb wenige Tage nach seinem 77. Geburtstag infolge Herzversagens.

### Stationen
- Gallia Club de Grasse (als Kind)
- Association Sportive de Cannes (als Jugendlicher ausgebildet)
- Stade Français Paris (1962–1963)
- Olympique Gymnaste Club de Nice (1963–1969, 1964/65 in D2)
- Olympique de Marseille (1969–1971)
- Olympique Gymnaste Club de Nice (1971–1975)
- Association Sportive de Cannes (1975–1981, in D2)

## In der Nationalmannschaft
Zwischen März 1967 (gegen Rumänien) und Mai 1974 (gegen Argentinien) bestritt Charly Loubet insgesamt 36 A-Länderspiele für Frankreich und erzielte auch in diesem Kreis 10 Tore. Er gehörte unter drei Nationaltrainern (Just Fontaine, Louis Dugauguez und Georges Boulogne) zur Stammformation der Équipe tricolore und bewährte sich dort sowohl als Links- wie Rechtsaußen, wurde aber auch als Halbstürmer aufgestellt. An einem der großen internationalen Turniere nahm er allerdings nie teil, weil die französische Elf sich in diesen Jahren für keine einzige Endrunde (EM 1968 und 1972, WM 1970 und 1974) qualifizieren konnte.

## Palmarès
- Französischer Meister: 1971 (und Vizemeister 1968, 1970, 1973)
- Französischer Pokal: Halbfinalist 1971
- 36 A-Länderspiele (10 Treffer) für Frankreich, davon 23/7 in seiner Zeit bei Nizza und 13/3 bei Marseille[11]
- 360 Spiele (113 Tore) in der Division 1, davon 22/5 für Stade Français, 272/77 für Nizza, 66/31 für Marseille[12]
- In den Europapokalwettbewerben 15 Einsätze (4 Tore), davon 10/1 für Nizza und 5/3 für Marseille[13]